# Luisa María Domonte y Ortiz de Zúñiga
Luisa María Domonte y Ortiz de Zúñiga fue una escritora española del XVIII.

## Biografía
Natural de Sevilla e hija de los marqueses de Villamarín, cultivó la literatura. Obtuvo premio en un certamen celebrado en Córdoba. El Gran Diccionario de Moréri la llama «Luisa Domonte Eraso y Robledo». Con este último apellido firmó algún escrito. Sus obras fueron:
- Al P. Francisco Domonte, de la Compañía de Jesús, de enhorabuena de haber celebrado la primera Misa (din lugar ni fecha). Este padre Francisco Domonte era su hermano.
- Amphitheatro sagrado, desde cuyas tres órdenes de asientos, se pueden ver sin zozobra y con gusto los espectáculos célebres y magníficos, que ofreció a los ingenios y a los ojos el Máximo Colegio Cordobés de la Compañía de Jesús, para aplaudir en su canonización a los dos nuevos astros de su milicia, San Luis Gonzaga y San Estanislao de Kostka, en  cuyo obsequio lo da a luz pública D. Pedro Clemente Valdés (Córdoba, 1728). Es un romance endecasílabo.
- Una señora sevillana, en elogio de las suntuosas fiestas que en su Casa Profesa celebró la Compañía de Jesús de Sevilla al Patronato en España de María Santísima en el misterio de su Purísima Concepción (Sevilla, sin fecha).
- Breve noticia de las suntuosas fiestas y dedicación del Templo de San Lnds, casa de Probación de la Compañía de Jesús en el Hispalense Emporio (Sevilla, 1731)
- Expresa a un Padre Jesuíta los Reales obsequios que el Hispalense Emporio consagró a sus Reyes en el feliz alumbramiento de la Reyna (Sin lugar ni fecha).
- En obsequio de la festiva solemnidad del Señor San Ignacio de Loyola, en su Casa Profesa de la Compañía de Jesús (Sevilla, 1749). Octavas.